# 王治田
王治田（1920年—2008年），又名王时雨、王雨田，男，黑龙江方正人，中华人民共和国政治人物，曾任黑龙江省政协副主席，第七、八届全国政协委员。